# Вилхелм Томсен
Вилхелм Лудвиг Петер Томсен (на датски: Vilhelm Ludwig Peter Thomsen) е датски лингвист и историк, професор.
Президент е на Датска кралска академия на науките (1909), чуждестранен член-кореспондент на Руската академия на науките от 1894 г. През 1893 година разчита Орхонските надписи.